# Karl Christian Eigenbrodt

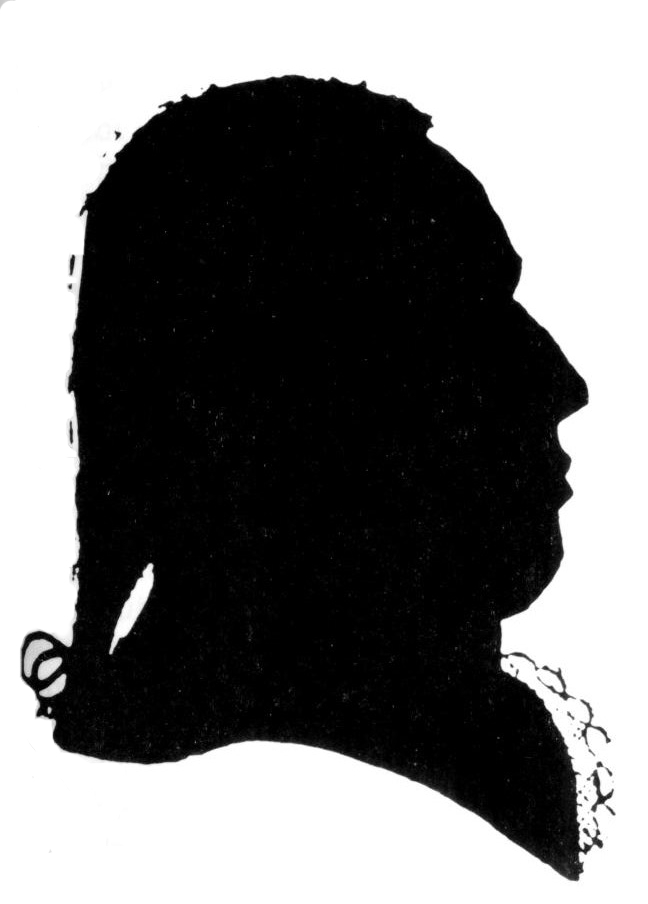
Karl Christian Eigenbrodt

Carl (auch: Karl) Christian Eigenbrodt (* 26. November 1769 auf Hof Lauterbach bei Vöhl; † 11. Mai 1839 in Darmstadt) war Jurist und Politiker im Großherzogtum Hessen.

## Familie
Eigenbrodt war Sohn des Leutnants und Landwirts Wilhelm Ernst Eigenbrodt und Elisabeth Dorothea Eigenbrodt, geborene Henry. Er heiratete 1796 in erster Ehe Marianne (Friederike Jacobina) geb. Langsdorff (1771–1808). Ihr gemeinsamer Sohn Reinhard Eigenbrodt war ebenfalls Jurist, Abgeordneter und Minister im Großherzogtum Hessen. Die Tochter Julie heiratete den Pfarrer und Politiker Karl Köhler. Nach dem Tod seiner Frau heiratete Eigenbrodt 1814 erneut. Seine zweite Frau war Louise (Friederike) geb. Bojanus (1789–1880). Eigenbrodt war Protestant.
Seit 1795 arbeitete Eigenbrodt als Verwalter der Besitzungen des Herren von Hammerstein. Nach dem Studium der Rechtswissenschaft wurde Eigenbrodt 1803 Kammerrat im damals zu Hessen-Darmstadt gehörenden Herzogtum Westfalen. 1806 wurde er Mitglied von dessen Regierung in Arnsberg. 1809 leitete er das Oberforstkollegium in Darmstadt im Range eines Oberforstrates. 1818 wurde er Mitglied der Appellations-Commission der Rheinhessen. Ab 1819 leitete er diese als Direktor.
1820 wurde er für den Wahlkreis Breuberg-Höchst in die zweite Kammer der neugeschaffenen Landstände des Großherzogtums Hessen gewählt und dort Präsident. 1821 rückte er als Geheimer Staatsrat im Finanzministerium in die Regierung des Großherzogtums auf und schied aus dem Parlament aus. Seine Wiederwahl zum zweiten Landtag im gleichen Wahlkreis führte zu einer intensiven Debatte in den Landständen, ob sein Amt mit dem Mandat in der Zweiten Kammer vereinbar sei. Die Mehrheit der Zweiten Kammer sah keine Vereinbarkeit und erkannte ihm das Mandat ab.
1827 wurde er zum Dr. jur. promoviert, 1831 Präsident der Landwirtschaftlichen Zentralbehörde.
1835 bis 1839 war er erneut (diesmal für den Wahlkreis Erbach) Mitglied der Zweiten Kammer.

## Werke
- Handbuch der Großherzoglich Hessischen Verordnungen vom Jahre 1803 an. 4 Bände. Heyer und Leske, Darmstadt 1816–1818, Digitalisat Bd. 1, Digitalisat Bd. 2, Digitalisat Bd. 3, Digitalisat Bd. 4.
- Ueber die Natur der Bede-Abgaben in Bezug auf die Frage: ob die Bedepflichtigen von diesen Lasten unentgeltlich zu befreien sind. Historisch-rechtliche Erörterungen nebst Chrestomathie. Heyer, Giessen 1826.
- Das Verhältniß der Gerichte zur Verwaltung im Großherzogthum Hessen mit Entscheidungen des Staatsraths zu Darmstadt. Herausgegeben von Rheinhard Eigenbrodt. Leske, Darmstadt 1840.